# Michelle143
Michelle143（ミッシェルイチヨンサン、1979年1月10日 - ）は日本のシンガーソングライターである。2002年にMichelle（ミッシェル）としてエスエムイーレコーズよりメジャー・デビュー。2004年より現在の表記に改名し、インディーズにて活動中。身長143cm。東京都出身。血液型はO型。

## 概要・来歴
2002年メジャーデビュー。2004年にSME Recordsから、インディーズレーベルで活動をしている。
2016年9月： スズキLAPINのCMソングに小沢健二のラブリーのカヴァー曲が採用。

## 作品

### シングル
- Hope is here （2002年7月31日）
  1. Hope is here
  2. STARMAN
- Darling Waterbed （2002年10月9日）
  1. Darling Waterbed
  2. It's your thing
- 泣いてたまるか （2003年7月9日、再発: 2004年7月7日）
  - 夏の高校野球神奈川県大会テーマソング

  1. 泣いてたまるか
  2. その手が

### アルバム
- Munchkin （2003年8月6日）
  1. 掌の花
  2. Hope is here
  3. 泣いてたまるか
  4. Back in your arms
  5. I'm kind for you
  6. Love is you
  7. Darling Waterbed
  8. シャボンヌ
  9. サーフガール
  10. もいちど!
  11. Brand New Song
  12. 僕にできるコト
  13. 恋のハナウタ
- コロボックル コミューン （2006年6月14日）
  1. 恋の穴
  2. トランポリンガール
  3. Candy Moon
  4. 居酒屋フリーク
  5. ふたり暮らし
  6. ゆさぶらないで
  7. ロケットスピーダー